# Порай-Кошиц, Александр Евгеньевич
Александр Евгеньевич Пора́й-Ко́шиц (26 сентября [8 октября] 1877, Казань, Российская империя — 17 апреля 1949, Ленинград, СССР) — российский советский химик-органик, действительный член АН СССР (1935). Лауреат Сталинской премии первой степени (1943). Заслуженный деятель науки и техники РСФСР (1947). Заслуженный деятель науки и техники Татарской АССР.

## Биография
А. Е. Порай-Кошиц родился 26 сентября (8 октября) 1877 года в Казани в семье капитана 160-го Абхазского пехотного полка Евгения Александровича Порай-Кошица и Марии Димитриевой, детство провёл в Саратове. В 1895 году окончил Саратовскую классическую гимназию с золотой медалью.
В 1896 году А. Е. Порай-Кошиц поступает в Технологический институт, где с третьего курса приступает к занятиям на химическом факультете.
Первыми учителями А. Е. Порай-Кошица были Александр Александрович Яковкин (читавший лекции по общей химии) и Александр Кириллович Крупский (курс общей химической технологии). В дальнейшем А. Е. Порай-Кошиц, руководя дипломными проектами, всегда с большой благодарностью вспоминал уроки А. К. Крупского.
Первым научным руководителем А. Е. Порай-Кошица стал Алексей Евграфович Фаворский — известный химик-органик, ученик А. М. Бутлерова. Он предложил А. Е. Порай-Кошицу тему первой научной студенческой работы.
За участие в студенческих волнениях в 1902 году А. Е. Порай-Кошиц был исключён из института, в результате чего он уехал учиться в Базельский университет. Через год А. Е. Порай-Кошиц вернулся и был восстановлен в числе студентов Технологического института, курс которого окончил в 1903 году со званием инженер-технолога, по специальности технология красящих и волокнистых веществ.
По окончании института А. Е. Порай-Кошиц был командирован за границу в качестве профессорского стипендиата и до конца 1904 года работал в Базеле под руководством профессоров Р. Х. Нецкого и Г. Рупе. Здесь он сдал докторский экзамен и работу «К изучению метинаммониевых красителей» и получил степень доктора философии. В течение следующего года А. Е. Порай-Кошиц работал на анило-красочных заводах в отделах сернистых красителей и в колористических лабораториях, за это время он осмотрел многие фабрики Германии, Швейцарии, Бельгии и Франции.
В 1905 году А. Е. Порай-Кошиц возвращается в Технологический институт, с которым с этого момента будет связана вся его последующая жизнь и научная деятельность. Первая его должность — лаборант в лаборатории органической химии, где он читает курс химии пигментов (название красителей принятое в те годы).
В 1911 году А. Е. Порай-Кошиц возглавляет красильную лабораторию, читает курсы лекций по химической технологии волокнистых веществ.
С 1913 А. Е. Порай-Кошиц избирается адъюнкт-профессором института.
В 1917 А. Е. Порай-Кошиц избирается ординарным профессором по специальности «Химия и технология красящих и волокнистых веществ».
В 1910 году А. Е. Порай-Кошиц предложил осцилляционную теорию, которая давала динамическое объяснение цветности красящих веществ. Впоследствии появились различные новые теории по этому вопросу, но все они так или иначе основывались на тех же идеях, что и теория А. Е. Порай-Кошица. Именно здесь А. Е. Порай-Кошиц предлагает ввести термин «краситель», который по его словам «соответствует духу русской научной и технической терминологии».
Значимым направлением в деятельности А. Е. Порай-Кошица было преподавание, он вёл научно-педагогическую работу во многих учебных заведениях Петербурга. Среди его учеников Александр Иванович Меос, ставший впоследствии основателем и первым руководителе кафедры и проблемной лаборатории технологии химических волокон (ныне кафедра наноструктурных, волокнистых и композиционных материалов им. А. И. Меоса) Ленинградского института текстильной и легкой промышленности им. С. М. Кирова (ныне Санкт-Петербургский государственный университет промышленных технологий и дизайна).
По инициативе А. Е. Порай-Кошица был создан Ленинградский филиал НИОПиКа (Научно-исследовательский институт органических полупродуктов и красителей), который вскоре становится почти самостоятельным научно-исследовательским институтом, занимающимся вопросами анилинокрасочной промышленности.
За большую научную работу А. Е. Порай-Кошиц в 1931 году был избран член-корреспондентом Академии наук СССР, а в 1935 году — её действительным членом.

Диплом лауреата Сталинской премии Порай-Кошица А. Е., 1943 год.

Удостоверение лауреата Сталинской Премии Порай-Кошица А. Е., 1943 год

В годы Великой Отечественной войны А. Е. Порай-Кошиц работал в Казани, куда был эвакуирован Технологический институт и Академия Наук. В это время А. Е. Порай-Кошиц уделил большое внимание развитию химической промышленности в восточных районах страны.
А. Е. Порай-Кошиц был награждён Сталинской премией I степени (1943), часть денег из которой он отправил на приобретение вооружения для Красной Армии.
А. Е. Порай-Кошиц автор более 150 книг, брошюр, журнальных статей и 22 авторских свидетельств. А. Е. Порай-Кошиц много работал во Всесоюзном химическом обществе имени Д. И. Менделеева и был избран его почётным членом и вице-президентом, состоял редактором «Трудов ЛХТИ», членом редколлегии журнала «Успехи химии» и ответственным редактором «Журнала прикладной химии». Труды А. Е. Порай-Кошица были высоко отмечены многочисленными наградами, орденами и званиями.
А. Е. Порай-Кошиц возглавлял кафедру органических красителей и фототропных соединений в течение 38 лет (1911—1949). За это время и впоследствии на кафедре было создано множество уникальных научных технологий, в том числе:
- оригинальные высокотермостойкие фоторезисты для микроэлектроники;
- мономеры для получения термостойкого волокнообразующего полимера;
- уникальный ассортимент плёночных светочувствительных светофильтров для космической техники и телевидения;
- разработаны оригинальные методы светостойкого колорирования природного янтаря, позволившие получить необходимую цветовую гамму для воссоздания Янтарной комнаты Екатерининского дворца в Царском Селе;

А. Е. Порай-Кошиц умер 17 апреля 1949 года и был похоронен на Шуваловском кладбище Санкт-Петербурга. По постановлению Совета Министров СССР от 18 мая 1949 года имя академика А. Е. Порай-Кошица было присвоено лаборатории технологии органических красителей Ленинградского Технологического института им. Ленсовета и была установлена стипендия его имени. Также постановлением Совета Министров СССР в 1950 году имя А. Е. Порай-Кошица присвоено Рубежанскому политехническому колледжу, входящему в Луганский национальный университет имени Тараса Шевченко в городе Рубежное Луганской области на Украине.

## Семья
Родители
- Порай-Кошиц, Евгений Александрович — русский военачальник, генерал-майор.
- Мария Димитриева Гордеева (умерла при родах в 1889).

Жена
- Порай-Кощиц, Татьяна Ивановна, урождённая Умнова (1889—1948).

Дети
- Порай-Кошиц, Борис Александрович (1909—1969) — советский учёный-химик.
- Порай-Кошиц, Евгений Александрович (15 (28) сентября 1907 — 18 марта 1999, Санкт-Петербург) — советский учёный-химик, лауреат Ленинской премии (1963).
- Порай-Кошиц, Михаил Александрович (7 (20) января 1918, Вятка — 20 апреля 1994, Москва) — советский кристаллограф, член-корреспондент АН СССР (1974).

Внук
- Порай-Кошиц, Алексей Евгеньевич (род. 24 февраля 1941, Ленинград) — российский театральный художник, лауреат премии «Золотая Маска» (2002), лауреат Государственной премии Российской Федерации (2002), лауреат премии «Золотой Софит» (2007, 2011), заслуженный деятель искусств Российской Федерации (1994).

## Научные достижения
Развивал идеи А. М. Бутлерова о лабильности связей и динамической таутометрии органических соединений.
Основным направлением исследований А. Е. Порай-Кошица были красители — химические соединения, обладающие способностью интенсивно поглощать и преобразовывать энергию электромагнитного излучения в видимой и в ближних ультрафиолетовой и инфракрасной областях спектра и применяемые для придания этой способности другим телам. Само слово «краситель» происхождением своим обязано А. Е. Порай-Кошицу.
Один из авторов промышленного метода получения спирта из сельскохозяйственных отходов.

## Награды, премии и научное признание
- Сталинская премия I степени (22 марта 1943) — за многолетние выдающиеся работы в области науки и техники
- орден «Знак Почёта» (3 апреля 1944)
- два ордена Трудового Красного Знамени (1 августа 1944; 24 января 1948)
- заслуженный деятель науки и техники Татарской АССР (1944)
- орден Ленина (21 июня 1945)
- заслуженный деятель науки и техники РСФСР (1947)
- III Менделеевский чтец (28 февраля 1948) — «К теории крашения»